# Marcha de Mujeres por la Despenalización del Aborto en Angola

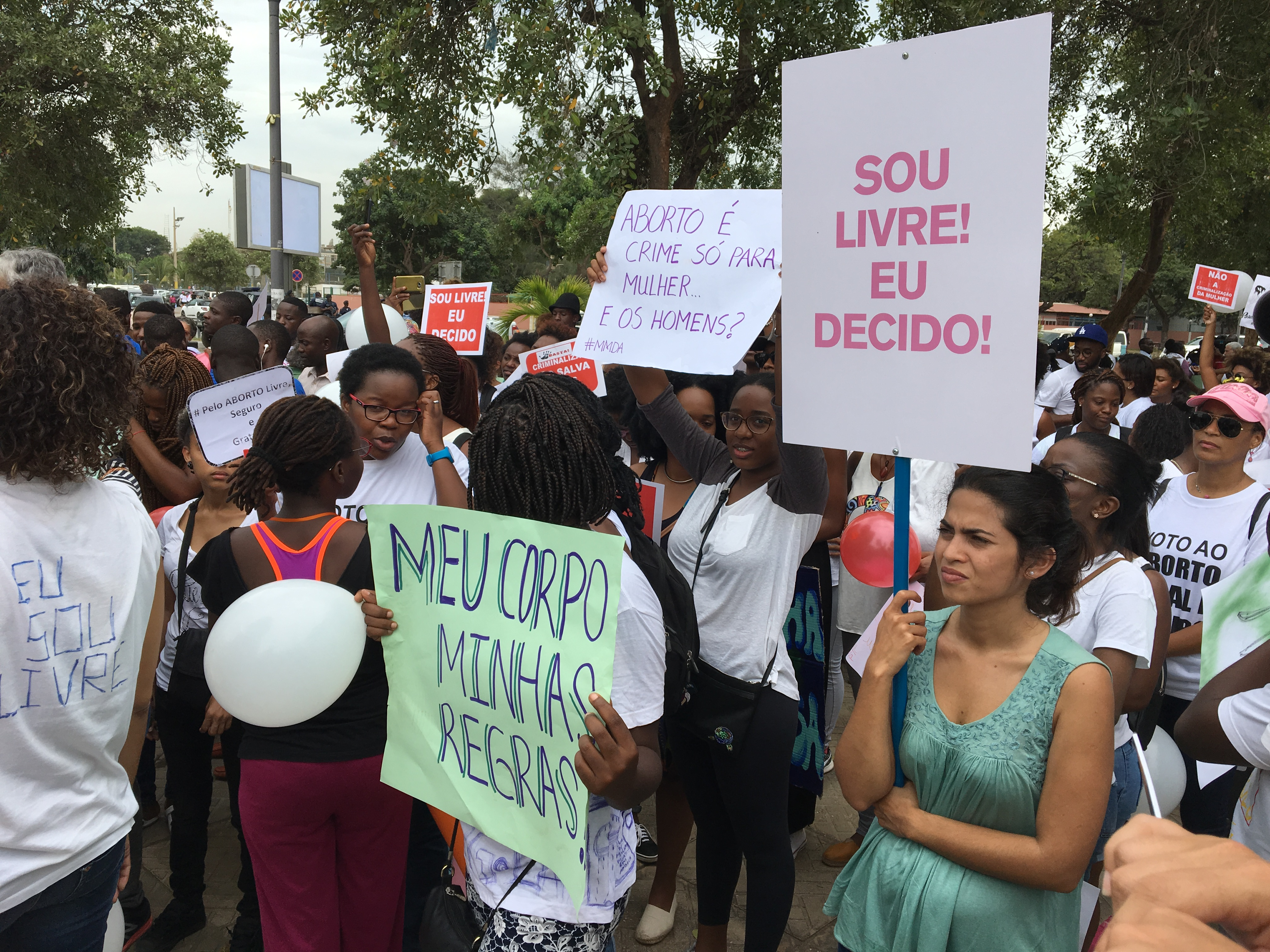
Marcha de mujeres por la despenalización del aborto celebrada en Luanda, Angola

La Marcha de Mujeres por la Despenalización del Aborto tuvo lugar el 18 de marzo de 2017 en Luanda, Angola. La marcha fue organizada por un grupo de mujeres de la sociedad civil, entre ellas varias integrantes del colectivo Ondjango Feminista, ante la propuesta del gobierno angolano que penalizaba el aborto.

## Historia
La organización de la marcha consideró inconstitucional la aprobación del proyecto de Código Penal aprobado el 11 de marzo de 2017 en la Asamblea Nacional que penaliza el aborto sin ningún tipo de excepción. En esta propuesta se eliminaron las excepciones anteriores para el aborto (inviabilidad del feto, embarazos que pongan en riesgo la vida de la madre y embarazos producto de violación). Se proponía penalizar el aborto, estipulando una pena de cárcel de cuatro a diez años.
El recorrido de la marcha comenzó a las 10:00 horas en el Cementerio de Santa Ana, en honor a las mujeres fallecidas como consecuencia de abortos clandestinos (aborto inseguro), y finalizó a las 14:00 horas en el Largo das Heroínas de Luanda.
La marcha contó con el apoyo de figuras destacadas como Isabel dos Santos, Ana Paula Godinho, Aline Frazão y Mihaela Webba.